# End-of-year Internationals 2010
Die End-of-year Internationals 2010 (auch als Autumn Internationals 2010 bezeichnet) waren eine vom 29. September bis zum 4. Dezember 2010 stattfindende Serie von internationalen Rugby-Union-Spielen zwischen Mannschaften der ersten und zweiten sowie zum ersten Mal auch der dritten Stärkeklasse.
2010 versuchten Neuseeland und Südafrika beide eine Grand Slam Tour. Es was das erste Mal, dass zwei Mannschaften gleichzeitig eine solche anstrebten. Neuseeland schaffte sie zum vierten Mal (und zum dritten Mal innerhalb von fünf Jahren). Südafrikas Ambitionen scheiterten hingegen aufgrund einer Niederlage gegen Schottland.

## Ergebnisse

### Auftakt
| 29. September 2010 16:30 CST | Chile | 30 : 32         | Tonga | Estadio San Carlos de Apoquindo, Santiago Schiedsrichter: Jaime Vial (Chile) |
| 29. September 2010 16:30 CST | Versuche: Schachner 38. erh. Strafversuch Erhöhungen: Cruz Straftritte: Reyes (5) 10., 33., 44., 48., 57. Cruz 76. | (11:14) Bericht | Versuche: Hikila 16. erh. Fakafanua 34. erh. Mateo 43. n.erh. Toloke 62. erh. Erhöhungen: Toloke (2) ʻApikotoa (1) Straftritte: Apikotoa (1) | Estadio San Carlos de Apoquindo, Santiago Schiedsrichter: Jaime Vial (Chile) |

| 23. Oktober 2010 15:00 MZ | Russland | 20 : 40         | Argentina Jaguares | Slawa-Stadion, Moskau Schiedsrichter: John Lacey (Irland) |
| 23. Oktober 2010 15:00 MZ | Versuche: Ostrouschko 37. erh. Boltenkow 62. erh. Erhöhungen: Kljutschnikow (2/2) Straftritte: Kljutschnikow (2) 28., 57. | (10:19) Bericht | Versuche: San Martín 11. erh. Senatore 23. n.erh. Farías Cabello 35. erh. Chaparro 48. Báez 75. erh. Comuzzi 78. erh. Erhöhungen: Sánchez (3/4) González Iglesias (2/2) | Slawa-Stadion, Moskau Schiedsrichter: John Lacey (Irland) |

### Woche 1
| 30. Oktober 2010 14:00 JST | Japan                                                                            | 10 : 13        | Samoa                                                                              | Prinz-Chichibu-Rugbystadion, Tokio Zuschauer: 3.743 Schiedsrichter: Garratt Williamson (Neuseeland) |
| 30. Oktober 2010 14:00 JST | Versuche: Holani 7. erh. Erhöhungen: Arlidge (1/1) Straftritte: Arlidge (1/2) 2. | (10:0) Bericht | Versuche: Fotuali’i 69. erh. Erhöhungen: Lui (1/1) Straftritte: Lui (2/2) 45., 54. | Prinz-Chichibu-Rugbystadion, Tokio Zuschauer: 3.743 Schiedsrichter: Garratt Williamson (Neuseeland) |

| 30. Oktober 2010 15:00 MZ | Russland                     | 6 : 32 MZ      | Argentina Jaguares                                                                                              | Slawa-Stadion, Moskau Schiedsrichter: James Jones (Wales) |
| 30. Oktober 2010 15:00 MZ | Straftritte: Janjuschkin (2) | (6:10) Bericht | Versuche: Bouza Cubelli Estelles (2) Gosio Erhöhungen: González Iglesias Sánchez Straftritte: González Iglesias | Slawa-Stadion, Moskau Schiedsrichter: James Jones (Wales) |

| 30. Oktober 2010 16:30 | Australien | 26 : 24 HKT     | Neuseeland                                                                                              | Hong Kong Stadium, Hongkong Zuschauer: 26.210 Schiedsrichter: Alain Rolland (Irland) |
| 30. Oktober 2010 16:30 | Versuche: Cooper 8. n.erh. Ashley-Cooper 23. erh. Mitchell 60. erh. O’Connor 80.+1 erh. Erhöhungen: Giteau (1/2) O’Connor (2/2) | (12:17) Bericht | Versuche: Cowan 30. erh. Jane 33. erh. Nonu 53. erh. Erhöhungen: Carter (3/3) Straftritte: Carter 40.+1 | Hong Kong Stadium, Hongkong Zuschauer: 26.210 Schiedsrichter: Alain Rolland (Irland) |

### Woche 2
| 6. November 2010 14:00 JST | Japan | 75 : 3         | Russland                     | Prinz-Chichibu-Rugbystadion, Tokio Zuschauer: 6.274 Schiedsrichter: Vinny Munro (Neuseeland) |
| 6. November 2010 14:00 JST | Versuche: Tupuailai (3) 5. erh., 72. n.erh., 80.+2 erh. Leitch 13. erh. Taira 28. erh., 39. erh. Kikutani 34. erh. Imamura 47. erh. Robins (2) 65. erh., 78. erh. Endō 68. erh. Erhöhungen: Tanabe (10/11) | (35:3) Bericht | Straftritte: Janjuschkin 38. | Prinz-Chichibu-Rugbystadion, Tokio Zuschauer: 6.274 Schiedsrichter: Vinny Munro (Neuseeland) |

| 6. November 2010 14:30 | England                                                                                 | 16 : 26 WEZ    | Neuseeland                                                                                                | Twickenham Stadium, London Zuschauer: 80.350 Schiedsrichter: Romain Poite (Frankreich) |
| 6. November 2010 14:30 | Versuche: Hartley 54. erh. Erhöhungen: Flood (1/1) Straftritte: Flood (3) 24., 44., 65. | (3:17) Bericht | Versuche: Gear 16. erh. Read 21. erh. Erhöhungen: Carter (2/2) Straftritte: Carter (3) 31., 47., 56., 69. | Twickenham Stadium, London Zuschauer: 80.350 Schiedsrichter: Romain Poite (Frankreich) |

| 6. November 2010 14:30 WEZ | Wales                                                                                  | 16 : 25       | Australien | Millennium Stadium, Cardiff Zuschauer: 53.127 Schiedsrichter: Wayne Barnes (England) |
| 6. November 2010 14:30 WEZ | Versuche: Rees 70. erh. Erhöhungen: Biggar (1/1) Straftritte: Jones (3/5) 1., 31., 52. | (6:7) Bericht | Versuche: Pocock 6. erh. Beale 47. erh. Alexander 60. n.erh. Erhöhungen: O’Connor (2/3) Straftritte: O’Connor (2/3) 64., 73. | Millennium Stadium, Cardiff Zuschauer: 53.127 Schiedsrichter: Wayne Barnes (England) |

| 6. November 2010 15:00 MEZ | Belgien                         | 12 : 43        | Kanada                                                                                               | Petit Heysel, Brüssel Zuschauer: 5.000 Schiedsrichter: Marius Mitrea (Italien) |
| 6. November 2010 15:00 MEZ | Versuche: ? Erhöhungen: ? (1/2) | (5:26) Bericht | Versuche: Dolezel Duke Monro Riordan (2) White Erhöhungen: Hirayama (3) Monro (2) Straftritte: Monro | Petit Heysel, Brüssel Zuschauer: 5.000 Schiedsrichter: Marius Mitrea (Italien) |

| 6. November 2010 17:30 WEZ | Irland | 21 : 23        | Südafrika | Aviva Stadium, Dublin Zuschauer: 35.515 Schiedsrichter: Nigel Owens (Wales) |
| 6. November 2010 17:30 WEZ | Versuche: Bowe 68. erh. Kearney 74. n.erh. Erhöhungen: O’Gara (1/2) Straftritte: Sexton (3/4) 26., 40., 55. | (6:13) Bericht | Versuche: Smith 16. erh. Aplon 64. erh. Erhöhungen: Steyn (1/1) Lambie (1/1) Straftritte: Steyn (3/4) 5., 37., 52. | Aviva Stadium, Dublin Zuschauer: 35.515 Schiedsrichter: Nigel Owens (Wales) |

### Woche 3
| 9. November 2010 14:00 WEZ | Saracens                                                                 | 20 : 6        | Vereinigte Staaten      | Artillery Ground, London Zuschauer: 2.000 Schiedsrichter: Llyr Apgeraint-Roberts (England) |
| 9. November 2010 14:00 WEZ | Versuche: Barrell Short Erhöhungen: Farrell (2) Straftritte: Farrell (2) | (6:6) Bericht | Straftritte: Malifa (2) | Artillery Ground, London Zuschauer: 2.000 Schiedsrichter: Llyr Apgeraint-Roberts (England) |

| 9. November 2010 19:05 WEZ | Connacht | 26 : 22         | Samoa | Galway Sportsgrounds, Galway Zuschauer: 2.300 Schiedsrichter: John Lacey (Irland) |
| 9. November 2010 19:05 WEZ | Versuche: Touhy 36. erh. Muldoon 63. erh. Erhöhungen: Nikora (2/2) Straftritte: Nikora (4) 15., 23., 32., 44. | (16:17) Bericht | Versuche: Timoteo 20. erh. Selesele 35. erh. Williams 56. n.erh. Erhöhungen: Lui (2/3) Straftritte: Lui 11. | Galway Sportsgrounds, Galway Zuschauer: 2.300 Schiedsrichter: John Lacey (Irland) |

| 9. November 2010 19:30 WEZ | Leicester Tigers                                     | 15 : 26         | Australien | Welford Road Stadium, Leicester Zuschauer: 20.299 Schiedsrichter: Jonathan Kaplan (Südafrika) |
| 9. November 2010 19:30 WEZ | Straftritte: Twelvetrees (5) 25., 29., 34., 36., 72. | (12:13) Bericht | Versuche: Turner 10. erh. Higginbotham 80. erh. Erhöhungen: Barnes (2/2) Straftritte: Barnes (3) 1., 22., 73. Dropgoals: Barnes 78. | Welford Road Stadium, Leicester Zuschauer: 20.299 Schiedsrichter: Jonathan Kaplan (Südafrika) |

| 13. November 2010 14:30 WEZ | England | 35 : 18        | Australien                                                                                         | Twickenham Stadium, London Zuschauer: 80.002 Schiedsrichter: Craig Joubert (Südafrika) |
| 13. November 2010 14:30 WEZ | Versuche: Ashton 25. erh., 47. erh. Erhöhungen: Flood (2/2) Straftritte: Flood (7) 11., 34., 38., 42., 57., 69., 77. | (16:6) Bericht | Versuche: Beale 54. erh., 65. n.erh. Erhöhungen: O’Connor (1/2) Straftritte: O’Connor (2) 31., 39. | Twickenham Stadium, London Zuschauer: 80.002 Schiedsrichter: Craig Joubert (Südafrika) |

| 13. November 2010 14:30 WEZ | Irland                                                                                              | 20 : 10        | Samoa                                                                           | Aviva Stadium, Dublin Zuschauer: 30.985 Schiedsrichter: Kevin Brown (Neuseeland) |
| 13. November 2010 14:30 WEZ | Versuche: Heaslip 18. erh. O’Gara 65. erh. Erhöhungen: O’Gara (2/2) Straftritte: O’Gara (2) 1., 30. | (13:7) Bericht | Versuche: Tuilagi 21. erh. Erhöhungen: Williams (1/1) Straftritte: Williams 54. | Aviva Stadium, Dublin Zuschauer: 30.985 Schiedsrichter: Kevin Brown (Neuseeland) |

| 13. November 2010 14:30 WEZ | Wales | 25 : 29        | Südafrika | Millennium Stadium, Cardiff Zuschauer: 54.027 Schiedsrichter: Steve Walsh (Australien) |
| 13. November 2010 14:30 WEZ | Versuche: North 5. erh., 56. n.erh. Hook 17. erh. Erhöhungen: Jones (2/3) Straftritte: Jones (2/3) 27., 42. | (17:9) Bericht | Versuche: Alberts 50. erh. Matfield 53. erh. Erhöhungen: Steyn (2/2) Straftritte: Steyn (5/6) 1., 19., 40., 46., 64. | Millennium Stadium, Cardiff Zuschauer: 54.027 Schiedsrichter: Steve Walsh (Australien) |

- Victor Matfield absolvierte sein 103. Test Match, so viele wie kein anderer Südafrikaner vor ihm.

| 13. November 2010 15:00 MEZ | Italien                                                                                          | 16 : 22       | Argentinien                                                                                                 | Stadio Marcantonio Bentegodi, Verona Zuschauer: 29.500 Schiedsrichter: Chris Pollock (Neuseeland) |
| 13. November 2010 15:00 MEZ | Versuche: Strafversuch 78. Erhöhungen: Bergamasco (1/1) Straftritte: Bergamasco (3) 9., 29., 68. | (6:6) Bericht | Versuche: Rodríguez 49. erh. Erhöhungen: Contepomi (1/1) Straftritte: Contepomi (5) 17., 37., 70., 72., 80. | Stadio Marcantonio Bentegodi, Verona Zuschauer: 29.500 Schiedsrichter: Chris Pollock (Neuseeland) |

| 13. November 2010 15:00 WEZ | Portugal                                                             | 17 : 22        | Vereinigte Staaten                                                                         | Estádio Universitário de Lisboa, Lissabon Schiedsrichter: JP Doyle (England) |
| 13. November 2010 15:00 WEZ | Versuche: Uva 73. n.erh. Straftritte: Gardener (4) 5., 18., 42., 57. | (6:10) Bericht | Versuche: Ngwenya 28. Suniula Emerick 60. Erhöhungen: Malifa (2/3) Straftritte: Malifa 34. | Estádio Universitário de Lisboa, Lissabon Schiedsrichter: JP Doyle (England) |

| 13. November 2010 16:00 MEZ | Spanien                                                                                        | 22 : 60         | Kanada | Estadio Nacional Universidad Complutense, Madrid Zuschauer: 8.000 Schiedsrichter: Frank Himmer (Deutschland) |
| 13. November 2010 16:00 MEZ | Versuche: Pradalie 48. n.erh. Belzunce 79. n.erh. Straftritte: Fernández (4) 8., 26., 34., 40. | (12:31) Bericht | Versuche: Riordan 3. erh. Paris (2) 9. erh., 77. n.erh. O’Toole 17. erh. Carpenter 22. erh. van der Merwe 46. erh. Marshall 62. erh. Stephen 68. erh. Erhöhungen: Pritchard (7/8) Straftritte: Pritchard (2) 36., 73. | Estadio Nacional Universidad Complutense, Madrid Zuschauer: 8.000 Schiedsrichter: Frank Himmer (Deutschland) |

| 13. November 2010 17:15 WEZ | Schottland            | 3 : 49         | Neuseeland | Murrayfield Stadium, Edinburgh Zuschauer: 56.807 Schiedsrichter: Dave Pearson (England) |
| 13. November 2010 17:15 WEZ | Straftritte: Parks 3. | (3:28) Bericht | Versuche: Gear (2) 9. erh., 26. erh. Carter 11. erh. Muliaina (2) 18. erh., 48. erh. Smith 67. erh. Ellis 78. erh. Erhöhungen: Carter (5/5) Donald (2/2) | Murrayfield Stadium, Edinburgh Zuschauer: 56.807 Schiedsrichter: Dave Pearson (England) |

| 13. November 2010 18:00 MEZ | Frankreich | 34 : 12        | Fidschi                                   | Stade de la Beaujoire, Nantes Zuschauer: 35.717 Schiedsrichter: Andrew Small (England) |
| 13. November 2010 18:00 MEZ | Versuche: Marty 32. erh. Medard 42. n.erh. Strafversuch 68. erh. Erhöhungen: Yachvili (2/3) Straftritte: Yachvili (5/6) 2., 20., 40., 44., 56. | (16:6) Bericht | Straftritte: Bai (4/4) 13., 16., 48., 54. | Stade de la Beaujoire, Nantes Zuschauer: 35.717 Schiedsrichter: Andrew Small (England) |

### Woche 4
| 16. November 2010 19:30 WEZ | Munster Rugby                                   | 15 : 6        | Australien              | Thomond Park, Limerick Zuschauer: 21.314 Schiedsrichter: Bryce Lawrence (Neuseeland) |
| 16. November 2010 19:30 WEZ | Straftritte: Warwick (3) Dropgoals: Warwick (2) | (6:6) Bericht | Straftritte: Barnes (2) | Thomond Park, Limerick Zuschauer: 21.314 Schiedsrichter: Bryce Lawrence (Neuseeland) |

| 19. November 2010 19:30 WEZ | Wales | 16 : 16        | Fidschi                                                                                                | Millennium Stadium, Cardiff Zuschauer: 55.000 Schiedsrichter: Jérôme Garcès (Frankreich) |
| 19. November 2010 19:30 WEZ | Versuche: Strafversuch 59. erh. Erhöhungen: Jones (1/1) Straftritte: Biggar (2/3) 6., 21. Jones (1/1) 63. | (6:13) Bericht | Versuche: VuliVuli 36. erh. Erhöhungen: Bai (1/1) Straftritte: Bai (2/3) 13., 80.+2 Matavesi (1/1) 24. | Millennium Stadium, Cardiff Zuschauer: 55.000 Schiedsrichter: Jérôme Garcès (Frankreich) |

| 19. November 2010 19:30 WEZ | Schottland A                                                             | 25 : 0  | Vereinigte Staaten | Netherdale, Galashiels Schiedsrichter: Mathieu Raynal (Frankreich) |
| 19. November 2010 19:30 WEZ | Versuche: Jones (2) Traynor Erhöhungen: Blair (2) Straftritte: Blair (2) | Bericht |                    | Netherdale, Galashiels Schiedsrichter: Mathieu Raynal (Frankreich) |

| 19. November 2010 20:00 MEZ | Italien A               | 9 : 16         | Tonga                                                       | Stadio Vittorio Pozzo Lamarmora, Biella Zuschauer: 2.000 Schiedsrichter: John Lacey (Irland) |
| 19. November 2010 20:00 MEZ | Straftritte: Burton (3) | (6:16) Bericht | Versuche: Helu Erhöhungen: Fisilau Straftritte: Fisilau (3) | Stadio Vittorio Pozzo Lamarmora, Biella Zuschauer: 2.000 Schiedsrichter: John Lacey (Irland) |

| 20. November 2010 14:00 MZ | Georgien | 22 : 15        | Kanada                                                                    | Boris-Paitschadse-Nationalstadion, Tiflis Zuschauer: 25.000 Schiedsrichter: Pascal Gaüzère (Frankreich) |
| 20. November 2010 14:00 MZ | Versuche: Strafversuch Urdschukaschwili Sirakaschwili Erhöhungen: Kwirikaschwili Malaghuradse Straftritte: Malaghuradse | (15:8) Bericht | Versuche: Marshall Carpenter Erhöhungen: Pritchard Straftritte: Pritchard | Boris-Paitschadse-Nationalstadion, Tiflis Zuschauer: 25.000 Schiedsrichter: Pascal Gaüzère (Frankreich) |

| 20. November 2010 14:30 WEZ | England | 26 : 13       | Samoa                                                                        | Twickenham Stadium, London Zuschauer: 70.553 Schiedsrichter: Peter Fitzgibbon (Irland) |
| 20. November 2010 14:30 WEZ | Versuche: Banahan 47. erh. Croft 72. erh. Erhöhungen: Flood (2/2) Straftritte: Flood (4/5) 16., 26., 52., 70. | (6:3) Bericht | Versuche: Williams 41. n.erh. Otto 79. n.erh. Straftritte: Williams (1/3) 4. | Twickenham Stadium, London Zuschauer: 70.553 Schiedsrichter: Peter Fitzgibbon (Irland) |

| 20. November 2010 14:30 WEZ | Schottland                                                                       | 21 : 17        | Südafrika                                                               | Murrayfield Stadium, Edinburgh Zuschauer: 35.555 Schiedsrichter: Stuart Dickinson (Australien) |
| 20. November 2010 14:30 WEZ | Straftritte: Parks (6/6) 16., 23., 29., 53., 62., 68. Dropgoals: Parks (1/2) 19. | (12:9) Bericht | Versuche: Alberts 70. n.erh. Straftritte: Steyn (4/5) 2., 12., 36., 46. | Murrayfield Stadium, Edinburgh Zuschauer: 35.555 Schiedsrichter: Stuart Dickinson (Australien) |

| 20. November 2010 15:00 MEZ | Italien                                                                    | 14 : 32        | Australien | Stadio Artemio Franchi, Florenz Zuschauer: 40.127 Schiedsrichter: Christophe Berdos (Frankreich) |
| 20. November 2010 15:00 MEZ | Versuche: Barbieri 71. n.erh. Straftritte: Bergamasco 11., 40. Orquera 35. | (9:13) Bericht | Versuche: Mitchell 9. erh. Elsom 80. erh. Erhöhungen: Barnes (2/2) Straftritte: Barnes (6/6) 2., 13., 50., 53., 59., 67. | Stadio Artemio Franchi, Florenz Zuschauer: 40.127 Schiedsrichter: Christophe Berdos (Frankreich) |

| 20. November 2010 15:00 WEZ | Portugal                                                           | 24 : 12        | Namibia                   | Estádio Municipal Sérgio Conceição, Coimbra Schiedsrichter: Greg Garner (England) |
| 20. November 2010 15:00 WEZ | Versuche: Bardy Uva Erhöhungen: Gardener Straftritte: Gardener (4) | (12:9) Bericht | Straftritte: Jantjies (4) | Estádio Municipal Sérgio Conceição, Coimbra Schiedsrichter: Greg Garner (England) |

| 20. November 2010 17:30 WEZ | Irland                                                                                                | 18 : 38         | Neuseeland | Aviva Stadium, Dublin Zuschauer: 46.302 Schiedsrichter: Marius Jonker (Südafrika) |
| 20. November 2010 17:30 WEZ | Versuche: Ferris 31. erh. O’Driscoll 57. n.erh. Erhöhungen: Sexton (1/2) Straftritte: Sexton 11., 27. | (13:19) Bericht | Versuche: Boric 40. erh. Read (2) 45. erh., 80. n.erh. Whitelock 49. erh. Erhöhungen: Carter (3/4) Straftritte: Carter (4) 8., 16., 30., 36. | Aviva Stadium, Dublin Zuschauer: 46.302 Schiedsrichter: Marius Jonker (Südafrika) |

- Richie McCaw und Mils Muliaina absolvierten jeweils ihr 93. Test Match für Neuseeland, was neuen geteilten Rekord bedeutete.

| 20. November 2010 20:45 | Frankreich                                                               | 15 : 9        | Argentinien                                | Stade de la Mosson, Montpellier Zuschauer: 34.993 Schiedsrichter: Jonathan Kaplan (Südafrika) |
| 20. November 2010 20:45 | Straftritte: Parra (4/6) 11., 26., 32., 60. Dropgoals: Traille (1/1) 49. | (9:3) Bericht | Straftritte: Contepomi (3/3) 17., 47., 62. | Stade de la Mosson, Montpellier Zuschauer: 34.993 Schiedsrichter: Jonathan Kaplan (Südafrika) |

### Woche 5
| 26. November 2010 20:45 MEZ | French Barbarians | 27 : 28       | Tonga | Stade des Alpes, Grenoble Schiedsrichter: JP Doyle (England) |
| 26. November 2010 20:45 MEZ | Versuche: Caucaunibuca 50. erh. Kelleher 60. erh. Hayman 64. erh. Erhöhungen: Baby (3/3) Straftritte: Élissalde (1/1) 31. Baby (1/2) 56. | (3:3) Bericht | Versuche: Lilo 66. erh. Malupo 70. n.erh. Pulu 75. erh. Erhöhungen: Fisilau (2/3) Straftritte: Fisilau (3/4) 3., 43., 47. | Stade des Alpes, Grenoble Schiedsrichter: JP Doyle (England) |

| 27. November 2010 14:00 MZ | Georgien                                                                                 | 19 : 17        | Vereinigte Staaten                                           | Boris-Paitschadse-Nationalstadion, Tiflis Zuschauer: 35.000 Schiedsrichter: Peter Allan (Schottland) |
| 27. November 2010 14:00 MZ | Versuche: Gugawa Erhöhungen: Kwirikaschwili Straftritte: Malaghuradse (3) Kwirikaschwili | (6:11) Bericht | Versuche: Emerick Erhöhungen: Malifa Dropgoals: Malifa Wyles | Boris-Paitschadse-Nationalstadion, Tiflis Zuschauer: 35.000 Schiedsrichter: Peter Allan (Schottland) |

| 27. November 2010 14:30 WEZ | England                                                     | 11 : 21       | Südafrika                                                                                                  | Twickenham Stadium, London Zuschauer: 80.793 Schiedsrichter: George Clancy (Irland) |
| 27. November 2010 14:30 WEZ | Versuche: Foden 79. n.erh. Straftritte: Flood (2/2) 5., 17. | (6:6) Bericht | Versuche: Alberts 59. n.erh. Mvovo 70. erh. Erhöhungen: Steyn (1/2) Straftritte: Steyn (3/4) 10., 35., 42. | Twickenham Stadium, London Zuschauer: 80.793 Schiedsrichter: George Clancy (Irland) |

| 27. November 2010 14:30 WEZ | Schottland | 19 : 16         | Samoa                                                                                            | Pittodrie Stadium, Aberdeen Zuschauer: 18.290 Schiedsrichter: Steve Walsh (Australien) |
| 27. November 2010 14:30 WEZ | Versuche: Walker 14. erh. Erhöhungen: Parks (1/1) Straftritte: Parks (2) 2., 29. Jackson 79. Dropgoals: Parks (1/1) 52. | (13:10) Bericht | Versuche: Fotuali’i 9. erh. Erhöhungen: Williams (1/1) Straftritte: Williams (3/3) 36., 41., 55. | Pittodrie Stadium, Aberdeen Zuschauer: 18.290 Schiedsrichter: Steve Walsh (Australien) |

| 27. November 2010 15:00 MEZ | Italien                                                            | 24 : 16        | Fidschi                                                                            | Stadio Alberto Braglia, Modena Zuschauer: 20.000 Schiedsrichter: Dave Pearson (England) |
| 27. November 2010 15:00 MEZ | Straftritte: Bergamasco (8) 11., 19., 35., 45., 52., 60., 75., 79. | (9:16) Bericht | Versuche: Tuapati 8. erh. Erhöhungen: Bai (1/1) Straftritte: Bai (3) 24., 27., 39. | Stadio Alberto Braglia, Modena Zuschauer: 20.000 Schiedsrichter: Dave Pearson (England) |

| 27. November 2010 15:00 WEZ | Portugal                                                                  | 20 : 23         | Kanada                                                                         | Estádio Universitário de Lisboa, Lissabon Schiedsrichter: Francisco Pastrana (Argentinien) |
| 27. November 2010 15:00 WEZ | Versuche: Aguilar Foro Erhöhungen: Gardener (2) Straftritte: Gardener (2) | (14:15) Bericht | Versuche: Pritchard (2) White Erhöhungen: Pritchard Straftritte: Pritchard (2) | Estádio Universitário de Lisboa, Lissabon Schiedsrichter: Francisco Pastrana (Argentinien) |

| 27. November 2010 15:45 MEZ | Spanien                                                                                 | 33 : 20        | Namibia                                                                                | Estadio Príncipes de España, Palma Zuschauer: 3.500 Schiedsrichter: João Mourinha (Portugal) |
| 27. November 2010 15:45 MEZ | Versuche: Heredia Gibouin Peluchon Erhöhungen: Peluchon (3/3) Straftritte: Peluchon (4) | (24:8) Bericht | Versuche: Marais Botha Kitshoff Erhöhungen: Botha (1/3) Straftritte: de la Harpe (1/1) | Estadio Príncipes de España, Palma Zuschauer: 3.500 Schiedsrichter: João Mourinha (Portugal) |

| 27. November 2010 17:15 WEZ | Wales                                                                                               | 25 : 37        | Neuseeland | Millennium Stadium, Cardiff Zuschauer: 73.789 Schiedsrichter: Alan Lewis (Irland) |
| 27. November 2010 17:15 WEZ | Versuche: Byrne 80. erh. Erhöhungen: Jones (1/1) Straftritte: Jones (6) 1., 32., 39., 51., 63., 68. | (9:13) Bericht | Versuche: Gear (2) 5. n.erh., 54. erh. Muliaina 22. n.erh. Toeava 73. erh. Afoa 76. erh. Erhöhungen: Carter (3/5) Straftritte: Carter (2) 7., 61. | Millennium Stadium, Cardiff Zuschauer: 73.789 Schiedsrichter: Alan Lewis (Irland) |

| 27. November 2010 20:45 MEZ | Frankreich                                                                                    | 16 : 59         | Australien | Stade de France, Saint-Denis Zuschauer: 59.275 Schiedsrichter: Bryce Lawrence (Neuseeland) |
| 27. November 2010 20:45 MEZ | Versuche: Strafversuch 30. erh. Erhöhungen: Parra (1/1) Straftritte: Parra (3/4) 9., 20., 42. | (13:13) Bericht | Versuche: Ashley-Cooper 4. erh. Robinson 49. erh. Genia 52. erh. Mitchell 67. erh., 73. erh., 76. erh. O’Connor 80. n.erh. Erhöhungen: O’Connor (6/7) Straftritte: O’Connor (4/5) 14., 25., 61., 72. | Stade de France, Saint-Denis Zuschauer: 59.275 Schiedsrichter: Bryce Lawrence (Neuseeland) |

| 28. November 2010 14:30 WEZ | Irland | 29 : 9         | Argentinien                              | Aviva Stadium, Dublin Zuschauer: 30.000 Schiedsrichter: Mark Lawrence (Südafrika) |
| 28. November 2010 14:30 WEZ | Versuche: Ferris 19. erh. D’Arcy 80. erh. Erhöhungen: Sexton (1/1) O’Gara (1/1) Straftritte: Sexton (5) 13., 28., 33., 40., 65. | (19:3) Bericht | Straftritte: Contepomi (3) 30., 57., 67. | Aviva Stadium, Dublin Zuschauer: 30.000 Schiedsrichter: Mark Lawrence (Südafrika) |

### Woche 6
| 4. Dezember 2010 14:30 WEZ | Barbarians                                                                                                  | 26 : 20        | Südafrika | Twickenham Stadium, London Schiedsrichter: Pascal Gaüzère (Frankreich) |
| 4. Dezember 2010 14:30 WEZ | Versuche: Mitchell (2) 5. n.erh., 20. erh. O’Connor 15. erh. Geldenhuys 61. erh. Erhöhungen: O’Connor (3/4) | (19:3) Bericht | Versuche: Ndungane 43. erh. Botha 69. n.erh. Maku 80. n.erh. Erhöhungen: Jantjies (1/3) Straftritte: Jantjies 9. | Twickenham Stadium, London Schiedsrichter: Pascal Gaüzère (Frankreich) |